# Mikrofinanzinstitut
Der Begriff Mikrofinanzinstitut – Akronym MFI – ist eine Bezeichnung im Vertragswerk des Mikrokreditfonds Deutschland für die Organisationen, die Mikrokredite vergeben dürfen. Der Vertrag wird zwischen den Kooperationsbanken, dem Fonds und den akkreditierten Mikrofinanzierern geschlossen. Ende 2012 sind 63 MFI lizenziert, aktuell vergeben 55 MFI in Deutschland Mikrokredite.
Vor Zulassung als MFI durchlaufen die Bewerber ein detailliertes Akkreditierungsverfahren, bei dem die Zuverlässigkeit, finanzielle Stabilität und Sachkunde geprüft werden. Jedes Mikrofinanzinstitut ist nach vom Mikrokreditfonds Deutschland und der Bank anerkannten Regeln akkreditiert.
Die Mikrofinanzinstitute haben die Aufgabe, die Kreditnehmer und Kreditnehmerinnen zu betreuen, gegenüber der Bank Empfehlungen zur Vergabe und zur Änderung von Krediten abzugeben.
Rechte und Pflichten des MFI:
- Betreuung von Kreditnehmerinnen und Kreditnehmern
- Abgabe von Kreditempfehlungen gegenüber der Bank über ein EDV-Tool
- laufende Rückzahlungskontrolle
- Krisenintervention
- Schadensverfolgung bei Leistungsstörungen
- Hereinnahme, Verwaltung und Verwertung von Kreditsicherheiten
- Empfehlungen für Kreditvertragsänderungen sowie von Kreditausbuchungen
- Entwicklung von Methoden des Microlending und deren Anwendung

Die Mikrofinanzinstitute haften im Rahmen einer First-Loss-Haftung vorrangig für die von ihnen vergebenen Mikrokredite.